# José Revueltas
José Maximiliano Revueltas Sánchez, conocido como José Revueltas, (Santiago Papasquiaro, Durango, 20 de noviembre de 1914 - Ciudad de México, 14 de abril de 1976) fue un escritor, filósofo, revolucionario y activista político mexicano, reconocido por sus obras como El apando, Los muros de agua y El luto humano, entre otras.

## Biografía
Nació en la ciudad de Santiago Papasquiaro, Durango, el 20 de noviembre de 1914 y murió en la Ciudad de México el 14 de abril de 1976. Sus restos se encuentran en el Panteón Francés de la Piedad. Perteneció a una familia de talentosos artistas que destacaron en diversos ámbitos de la vida cultural mexicana. Su hermano Silvestre Revueltas fue un importante compositor, perteneciente a la etapa del «nacionalismo»; Fermín fue un pintor prolífico, perteneciente al movimiento pictórico conocido como estridentismo, a pesar de su temprana muerte. Rosaura Revueltas fue actriz, bailarina y escritora. Su participación más destacada en el cine fue en la película Salt of the earth (La sal de la tierra) de 1954, del director Herbert J. Biberman. Asimismo, su hija Olivia (n. 1951) es pianista y su nieto Julio es guitarrista. Su hija Andrea Revueltas se dedicó a la publicación de sus obras junto con Philippe Cheron.
Cuando tenía seis años, en 1920, la familia de Revueltas se mudó a la Ciudad de México. Llegaron a la colonia Roma, primero, y después pasaron a la colonia Doctores. José estudió en el Colegio Alemán hasta el cuarto grado; después lo hizo en una primaria pública: la familia padeció una crisis económica debido al fallecimiento del padre, José Revueltas Gutiérrez, en 1923.

## Activismo y literatura
En 1925, antes de concluir el primer año de secundaria, Revueltas abandona los estudios y se educó de manera autodidacta en la Biblioteca Nacional. Cuatro años después, participó en un mitin en el Zócalo. Fue apresado y, acusado de sedición y motín, enviado a una correccional. Fue liberado bajo fianza seis meses después.
Debido a su activismo, José Revueltas sufrió, aparte de su primer encierro en la correccional, tres encarcelamientos políticos más en su vida. En 1932, fue enviado de julio a noviembre a las Islas Marías; en 1934, después de organizar una huelga de peones agrícolas en Camarón, Nuevo León, volvió a ser enviado allí, donde permaneció hasta febrero de 1935.
El encarcelamiento más conocido fue el de 1968. Revueltas participó activamente en el movimiento de 1968 en México, en donde se involucró en las marchas, mítines, asambleas, redacción de posicionamientos, propaganda, desplegados en favor de estudiantes y dictando conferencias. Luego de la matanza de Tlatelolco, las autoridades mexicanos lo acusaron, infundadamente, de ser el «ideólogo del movimiento», por lo que comenzó su persecución. Revueltas tuvo que vivir escondiéndose entre las casas de Arturo Cantú, Carlos Eduardo Turón, Paz Cervantes y Selma Beraud. Algunos de los cercanos al entonces presidente Gustavo Díaz Ordaz, dada la figura que representaba Revueltas, pidieron que la persecución cesara y que se le diera algún tipo de salvoconducto para poder salir del país, a lo que se negó, provocando la enemistad con quienes lo solicitaban.
En ese contexto, Revueltas le escribe una carta al jefe de la policía Luis Cueto Ramírez, para hablar sobre la persecución que según el escritor, seguro lo mataría, por tal motivo, pedía un último deseo como condenado a muerte:

Dicen los periódicos que se me acusa de ser el responsable intelectual del movimiento estudiantil. Al margen de la realidad de estas afirmaciones, lo cierto es que soy un perseguido y que seguramente mi vida corre peligro (...) puntualmente le pido mi último deseo, con toda la cortesía de la que soy capaz. Estimado señor: le solicito a usted que vaya y chingue definitivamente a su madre. Le agradezco de antemano la respuesta afirmativa a mi petición.
José Revueltas, citado por Monsiváis.

Revueltas fue detenido en noviembre de ese año en la colonia Portales luego de dar una conferencia en Ciudad Universitaria. Fue acusado, entre otros cargos, de robo, daño en propiedad ajena, sedición, asociación delictuosa, acopio de armas y homicidio. En sus declaración aceptó las acusaciones de las autoridades de ser el autor intelectual del movimiento con el fin de satisfacer al gobierno y asumir las acusaciones injustas. Fue condenado a 16 años de prisión en Lecumberri y liberado bajo palabra después de dos años de encierro.
Una vez concluida su condena y con problemas de salud se dedicó a dictar conferencias, impartir clases de cine en Estados Unidos, ofrecer entrevistas, y a seguir escribiendo. La recopilación de cuentos Material de los sueños ofrece un caleidoscopio de los más variados temas, que abordan profundamente la condición humana desde la particular perspectiva del autor.
La literatura revueltiana abarcó la novela, el cuento, el drama y también (aunque en menor escala) la poesía. Acerca de ella afirmó:

Practico la poesía, pero muy en privado, y me parece un arte muy elevado para que pretenda uno siquiera poderlo hacer.

Sobre la literatura ofreció infinidad de opiniones, así como teorías para el análisis literario. En una ocasión dijo:

mi vida literaria nunca se ha separado de mi vida ideológica. Mis vivencias son precisamente de tipo ideológico, político y de lucha social.

El corpus literario revueltiano se inicia en 1941 con la publicación de Los muros de agua; en 1943, sigue El luto humano, con el que gana el Premio Nacional de Literatura. Con respecto a estas novelas, en entrevista con María Josefina Tejera, quien le pregunta si había recibido autorización del partido comunista y cuál fue la reacción del mismo ante éstas, Revueltas contesta:

La primera novela no era suficientemente ideológica o política, y por lo tanto no llamó mucho la atención. La segunda sí estaba muy cargada de contenido ideológico, o político, pero porque tuvo cierto éxito me fue perdonada por los del partido.

A las obras anteriormente citadas siguen Dios en la tierra de 1944 y Los días terrenales, de 1949. En ese año también presenta su obra de teatro El cuadrante de la soledad. Ambas obras reciben fuertes críticas, que obligan a Revueltas a retirar Los días terrenales de las librerías, y lo llevan a un silencio editorial de siete años:

Como el ataque de los marxistas era muy violento —le dice a María Josefina Tejera—, la reacción guardaba silencio, esperando que yo fuera a entregarme, puesto que me estaban considerando como suyo. Pero para mostrar que se confundían y evitar equívocos, retiré mis obras de la circulación. No abdiqué. El propósito que me hice fue el de estudiarme a mí mismo, lo cual me resultó muy bueno, porque me volví más antiestalinista y más antidogmático.

En 1956, publica En algún valle de lágrimas. Al año siguiente sale a la luz Los motivos de Caín. De 1960 es Dormir en tierra. En 1964, publica Los errores. Su encarcelamiento en Lecumberri, en el año 1968, le inspira para escribir El apando, publicado en 1969. En 1974 escribe Material de los sueños, su última obra literaria.
De su producción teórico-política son tres las obras que enmarcan su pensamiento. En 1958, escribe México: una democracia bárbara, libro donde denuncia al cerrado y contradictorio sistema político mexicano. En 1962, publica Ensayo sobre un proletariado sin cabeza, donde argumenta la necesidad de que el proletariado cuente con un partido que verdaderamente represente sus necesidades de clase. Por último, en México 68: juventud y revolución, Revueltas nos ofrece las vivencias, cartas y manifiestos que produjo el movimiento estudiantil que desembocó en la matanza del 2 de octubre en la Plaza de las Tres Culturas. A esta producción se suman, además, tres tomos de sus escritos políticos, así como Cuestionamientos e intenciones, colección de ensayos donde habla acerca de la teoría literaria, la teoría estética y la teoría marxista del conocimiento.
Finalmente, el 14 de abril de 1976, a la 1:30, falleció de una «asistolia, decorticación cerebral post-paro cardiaco». Luego de su fallecimiento recibió un homenaje en la UNAM, en donde el escritor Juan de la Cabada sugirió que se le diera «un minuto de aplausos» ya que «por qué un minuto de silencio para un compañero que jamás se calló». Al funeral llegó de parte del presidente Luis Echeverría, el secretario de Educación Pública Víctor Bravo Ahuja, quien fue obligado a abandonar el lugar por Martín Dosal, un profesor que había compartido la prisión con Revueltas.
Fue inhumado el 16 en el Panteón Francés de la Piedad.
José Revueltas se casó tres veces. En 1937, con Olivia Peralta, en 1947, con María Teresa Retes y, en 1973, con Ema Barrón Licona.

## Obra publicada
Novela
- Los muros de agua, 1941.
- El luto humano, 1943.
- Los días terrenales, 1949.
- En algún valle de lágrimas, 1957.
- Los motivos de Caín, 1958.
- Los errores, 1964.
- El apando, 1969.

Cuentos
- Dios en la tierra, 1944.
- Dormir en tierra, 1961.
- Material de los sueños, 1974.

Teatro
- Doña Lágrimas, obra corta, 1941.
- Los muertos vivirán, primera versión de Nos esperan en abril, 1947.
- Israel, 1947.
- El cuadrante de la soledad: pieza dramática, 1950.
- Pico Pérez en la hoguera (escrita a mediados de los cincuenta y estrenada en el Teatro Orientación en 1975).
- Nos esperan en abril, 1956.

Ensayo político
- México: democracia bárbara, 1958.
- Ensayo sobre un proletariado sin cabeza, 1962.
- El conocimiento cinematográfico y sus problemas, 1965.
- Apuntes para una semblanza de Silvestre, 1966.

Otros
- Los procesos de México 68: tiempo de hablar, 1970, con: Raúl Álvarez Garín y Eduardo Valle Espinoza.

Selecciones, antologías, recopilaciones
- Obras literarias, 1967, 2 volúmenes.
- Antología personal, 1975.

## Publicaciones póstumas
Teatro
- El cuadrante de la soledad: (y otras obras teatrales), 1984.

Ensayos políticos
- México 68: juventud y revolución, 1978.
- Cuestionamientos e intenciones, 1981.
- Dialéctica de la conciencia, 1982.
- México: una democracia bárbara, (y escritos acerca de Lombardo Toledano), 1983.
- Escritos políticos: el fracaso histórico del partido comunista en México, 1984, 3 vols.
- Ensayos sobre México, 1985.

Periodismo
- Visión del Paricutín (y otras crónicas y reseñas), 1983.

Guiones
- Tierra y libertad, 1981, guion cinematográfico escrito en 1955.
- Los albañiles: un guion rechazado, 1984, guion cinematográfico escrito en 1966 sobre Los albañiles novela homónima de Vicente Leñero.
- El apando, 1995, guion cinematográfico escrito con José Agustín en 1973 sobre novela homónima, para película dirigida por Felipe Cazals.
- Zapata, guion cinematográfico, 1995.

Otros
- Cartas a María Teresa, 1979.
- Las evocaciones requeridas: memorias, diarios, correspondencias, 1987, 2 vols.
- Las cenizas: obra literaria póstuma, 1988.

Poesía
- El propósito ciego, 2001.

Antologías, selecciones, recopilaciones
- El sino del escorpión y otros textos, 1995.
- La palabra sagrada: antología, 1999, selección de José Agustín.
- Estatuas y cenizas, 2002.

## Trabajo de Revueltas en el cine
- La otra, 1946, guion cinematográfico sobre cuento de Rian James, escrito con Roberto Gavaldón.
- La diosa arrodillada, 1947, adaptación y diálogos sobre obra de Ladislas Fodor, escritos con Roberto Gavaldón.
- En la palma de tu mano, 1950, adaptación y diálogos sobre argumento de Luis Spota, escritos con Roberto Gavaldón.
- Perdida, 1950, guion cinematográfico, escrito por Fernando A. Rivero.
- La noche avanza, 1951, adaptación y diálogos sobre argumento de Luis Spota, escritos con Roberto Gavaldón y Jesús Cárdenas.
- La ilusión viaja en tranvía, 1953, guion cinematográfico sobre argumento de Mauricio de la Serna, escrito con Mauricio de la Serna, Luis Alcoriza, Juan de la Cabada y Luis Buñuel (sin crédito).